# (79647) Ballack
(79647) Ballack est un astéroïde de la ceinture principale.

## Description
(79647) Ballack est un astéroïde de la ceinture principale. Il fut découvert le 22 septembre 1998 à Drebach par Gerhard Lehmann et Jens Kandler. Il présente une orbite caractérisée par un demi-grand axe de 2,40 UA, une excentricité de 0,14 et une inclinaison de 1,8° par rapport à l'écliptique.

## Compléments